# 春日電機
春日電機株式会社（かすがでんき）はかつて存在した開閉器・制御機器等を製造する日本の電機メーカー。
2017年10月1日に因幡電機産業の完全子会社であるパトライトに吸収合併され解散した。
神奈川県川崎市に本社を置く同社名の春日電機株式会社（静電気関連製品メーカー）、またケンウッドの前身・春日無線電機商会とは無関係。

## 沿革

### 旧・春日電機
- 1945年（昭和20年）3月 - 株式会社村上工具製作所として設立。
- 1948年（昭和23年）5月 - 日東電機株式会社に商号変更。
- 1951年（昭和26年）9月 - 春日電機株式会社に商号変更。
- 1973年（昭和48年）8月 - 東京証券取引所2部に上場。
- 2008年（平成20年）6月28日 - 株主総会において、筆頭株主となっていたアインステラによる修正動議が可決され、創業家に代わり、アインステラの篠原猛が取締役に就任。続く取締役会で代表取締役にも就任し、経営権を掌握[1]。
- 2009年（平成21年）
  - 1月21日 - 監査法人が、前年6月以降の取引に不透明な点があるとして、結論を表明しない記載を報告書にしたため、東証は同社株式を整理銘柄に指定。
  - 2月21日 - 上場廃止。
  - 6月12日 - 信用力低下・資金繰りの悪化が生じたため、会社更生手続の開始を申立て。
  - 7月17日 - 東京地方裁判所が、会社更生手続の開始決定。
  - 11月1日 - 春日電機が（新）春日電機株式会社に事業譲渡。旧会社から新会社への移行で、本社機能は引き続き三鷹市に設置。
- 2010年（平成22年）- （旧）春日電機（更生会社）が、株式会社カスガに商号変更。
- 2011年（平成23年）1月12日 - 元社長の篠原猛ほか旧経営陣2人が、返済能力がないのを知りながらアインステラに5億5千万円を貸付け会社に損害を与えたとして会社法違反（特別背任）で逮捕された[2]。

### 現・春日電機
- 2009年（平成21年）
  - 10月1日 - スポンサー候補企業となった因幡電機産業が、大阪市西区に完全子会社の（新）春日電機株式会社を設立。
  - 11月1日 - （新）春日電機が（旧）春日電機から事業譲受。
- 2010年（平成22年）3月 - 本社を武蔵野市へ移転。
- 2017年（平成29年）10月1日 - 株式会社パトライトに吸収合併。

## 主な製品
- 電磁開閉器
- 開閉トランス
- インバータ
- パネル用計器

## 代理店

### 上場している代理店
- 因幡電機産業[3]
- 杉本商事[3]
- スズデン[3]
- 鳥羽洋行[3]

## 上場廃止への経緯
春日電機の会計監査法人であるビーエー東京監査法人は、同社の一部の購買・販売取引について実態を解明できないものがあり、その取引について結論を表明するための基礎が得られなかったこと、一部の貸付金について回収可能性を判断するための資料が確認できず、回収可能性の評価について結論を表明するための基礎が得られなかったこと、同社が計上した四半期純損失に対する合理的な経営計画が提出されなかったことを理由として、平成21年3月期第2四半期の連結財務諸表について、「結論の表明をしない」旨を記載した報告書を提出した。これを受け、東京証券取引所は有価証券上場規程第601条第1項第11号bに該当するとして、2009年1月21日より同年2月20日まで同社の株式を整理銘柄とし、2月21日付で上場廃止とすることを決定した。

## 関連会社
- 株式会社日信興産（長野県辰野町）
- 春日システムサービス株式会社（東京都府中市）

- 西安春日電氣有限公司（中国・西安市）
- SIAM ORIENT ELECTRIC CO.,LTD.（タイ・チョンブリ県）
- KASUGA ELECTRIC (THAILAND) CO.,LTD.（タイ・バンコク）